# Eduard Locher

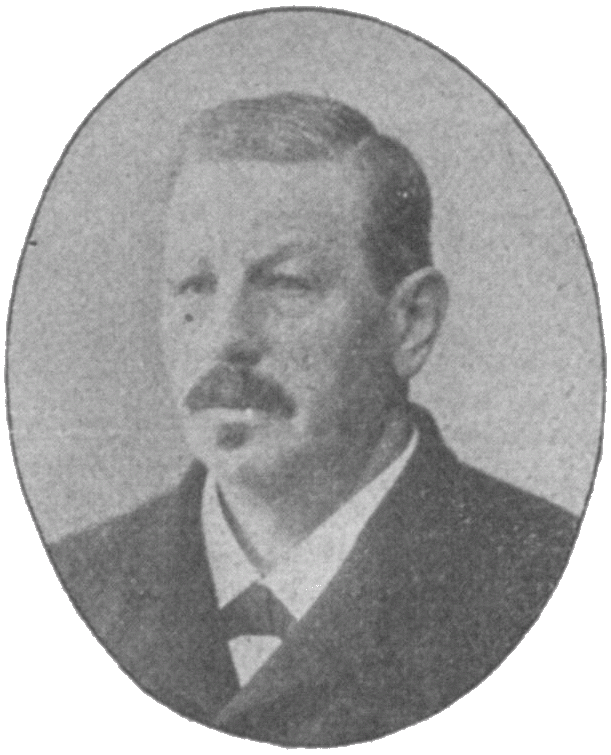
Oberst Eduard Locher (Österreichs Illustrierte Zeitung, 1905)

Eduard Heinrich Locher, Allianzname Locher-Freuler (* 15. Januar 1840 in Zürich; † 2. Juni 1910 ebenda) war ein Schweizer Ingenieur, Erfinder und freier Unternehmer, dem für seine Verdienste die Ehrendoktorwürde verliehen wurde.
Nach Absolvierung einer Industrieschule trat er 1861 in das Baugeschäft seines nach dem Brand von Glarus (1861) verstorbenen Vaters Johann Jakob Locher (1806–1861) ein. 1871 besuchte er zur Vertiefung seiner theoretischen Kenntnisse Vorlesungen über Brücken- und Eisenbahnbau. Ihm und seinem jüngeren Bruder Friedrich Locher (1842–1906) gelang es, das etwas heruntergewirtschaftete Baugeschäft Locher durch unermüdlichen Fleiss und Tüchtigkeit wieder auf die Höhe zu bringen. Von 1890 bis 1899 arbeitete auch der elsässer Ingenieur René Koechlin mit, der später für den Bau des Rheinseitenkanals mit dem Kraftwerk Kembs bekannt werden sollte. Sie bauten unter anderem die beiden Limmatbrücken der Nordostbahn (NOB) bei Wettingen, eine Teilstrecke der Gotthardbahn zwischen Flüelen und Göschenen mit dem Pfaffensprungtunnel, den Simplontunnel, die Südostbahn (SOB) von Biberbrücke nach Arth-Goldau, die Sihltalbahn, die Engelberg-Bahn (LSE) und das Kraftwerk Eglisau-Glattfelden. Von Locher stammte auch der Plan für eine pneumatische Bahn auf die Jungfrau.
Berühmt wurde er aber hauptsächlich durch den Bau der Pilatusbahn und seinem speziell dafür entwickelten Zahnradbahn-System (System Locher).
Locher beteiligte sich auch an zahlreichen Industrieunternehmungen, beispielsweise der Schweizerischen Lokomotiv- und Maschinenfabrik (SLM), deren Präsident er war, und der Pilatusbahn.
Die einstige Firma Locher & Cie wurde 1998 aufgespalten. Während die Bereiche Untertagebau / Grosstiefbau als grösste Sparte von der Zschokke-Gruppe übernommen wurde, verblieben die anderen Aktivitäten bei der Gründerfamilie.
Locher war mit Maria Emilie Freuler, Tochter des Arztes Heinrich Freuler verheiratet.